# Fernando Rivera y Moncada
Fernando Javier de Rivera y Moncada (hacia 1725 - 18 de julio de 1781) fue un explorador y militar novohispano que sirvió en la península de Baja California y en  la Alta California, Las Californias, además de participar en varias expediciones exploratorias. Fue gobernador de California de 1774 a 1777.

## Biografía
Rivera nació cerca de Compostela, Nueva España. Entró en la carrera militar (1742) al servicio de los jesuitas en la Baja California. En 1750 fue promovido a Comandante del Presidio de Loreto. Participó en expediciones de reconocimiento en el norte de la península junto con los misioneros  jesuitas Ferdinand Konščak y Wenceslao Linck. La posición de Rivera cambió en 1768 cuando fue suprimida la Orden Jesuita, luego reemplazados por los  franciscanos. El gobierno pasó a manos de las autoridades civiles de Nueva España que emprendieron la colonización de la Alta California.

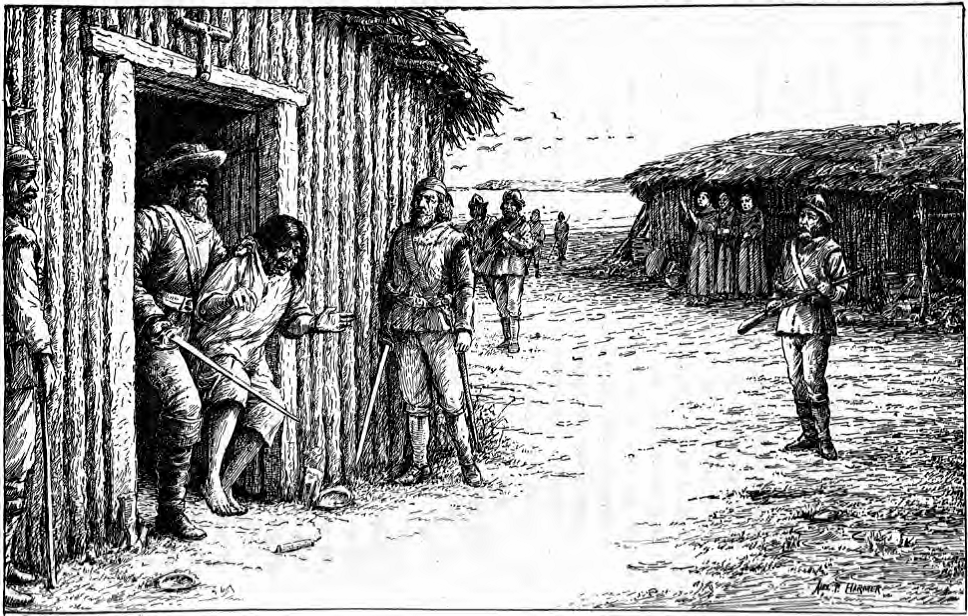
Fernando Rivera y Moncada viola el derecho de asilo en la Misión San Diego de Alcalá el 26 de marzo de 1776 cuando desafió a los religiosos apresando a un neófito. El padre Pedro Font más tarde describió la escena: "Rivera entró en la capilla con la espada desnuda en la mano." Por esta acción Rivera y Moncada fue estrictamente excomulgado por la Iglesia Católica.

## Primera expedición por tierra a la Alta California
En 1769 emprende viaje hacia el norte como avanzadilla de la expedición de Gaspar de Portolá. Rivera era comandante segundo y se encargó de la primera expedición terrestre que llegó a San Diego en la Alta California junto con Juan Crespí y el ingeniero de caminos José Cañizares. Portolá y el misionero Junípero Serra llegaron semanas después. Luego del asentamiento de varios grupos llegados por tierra y mar a San Diego, Rivera continuó la exploración hacia el norte con Portolá, hasta Monterey. Cuando se establecieron las misiones de San Diego y San Carlos Borromeo y el fuerte de Monterrey, Rivera y Moncada fue designado Comandante de este último, pero por razones de mando y administración siempre tuvo dificultades con el comandante Pedro Fagés y también con fray Junípero Serra. Fueron tan serios los problemas que obligaron a Moncada a solicitar su baja del ejército. Hacia 1772 se retiró a México. 

## Gobernador
Se encontraba radicando en la ciudad de Guadalajara cuando de nuevo se incorporó al servicio militar (1774), para ser designado como gobernador militar en sustitución del capitán Pedro Fages que andaba peleado con Serra y los franciscanos. Atendiendo a las instrucciones recibidas del virrey continuó con las exploraciones hacia el norte, hasta lo que hoy es la ciudad de San Francisco, lugar donde se estableció un presidio. En ese mismo año de 1774, el capitán Juan Bautista de Anza, jefe del presidio de Tubac, en los límites de Sonora y Arizona, inició la exploración para encontrar el camino que lo llevara al presidio de Monterrey, atravesando la región desconocida de los ríos Gila y Colorado. Tras una penosa travesía y con la ayuda del cacique yuma, Salvador Palma, logró llegar a su destino habiendo recorrido casi 1200 kilómetros. Otra vez, y contando con el visto bueno del virrey don  Antonio de Bucareli y Urzúa, organizó una segunda expedición a fin de confirmar la ruta hacia la Alta California. A finales de 1774 cruzó la Sierra Nevada y alcanzó las misiones de San Gabriel y Monterrey. 
Rivera tampoco congeniaba con los frailes y pronto entró en conflicto con ellos y con Anza. Rivera se oponía a crear un asentamiento en Yerba Buena (hoy día, San Francisco). Fue el responsable de reprimir la revuelta de las comunidades indias Kumeyaay que se unieron para saquear la Misión de San Diego de Alcalá (1775). Rivera entró por la fuerza en la capilla de la misión para expulsar a los rebeldes que la habían ocupado. Por ello fue excomulgado por los mandatarios religiosos Junípero Serra, Pedro Font (que había llegado a las manos con Rivera) y Fermín Lasuen.

## Comandante Militar
Tras haber sido gobernador, se le destinó a Loreto como Comandante Militar. Su último destino fue proteger a los nuevos colonos en su viaje terrestre por la Alta California. Terminó sus días asesinado junto a varios misioneros, entre ellos Francisco Garcés, colonos y viajantes en la Misión San Pedro y San Pablo de Bicuñer, en el bajo Río Colorado, durante la revuelta y levantamiento de los indios Quechan o yuma (1781).